# يا عمال العالم اتحدوا
يا عمال العالم اتحدوا أحد أهم الشعارات السياسية للشيوعية وهو مأخوذ من البيان الشيوعي الذي كتبه كارل ماركس وفريدريك أنجلز سنة 1848.
الشعار بنصه الحرفي غير موجود في البيان الشيوعي لكنه يلخص الجمل الأخيرة في الفصل الرابع وعنوانه (وضع الشيوعيين بالنسبة لمختلف أحزاب المعارضة الموجودة).
«يا بروليتاريين كل بلاد العالم اتحدوا» هو الترجمة الحرفية لما كتبه ماركس وأنجلز في بيانهم والعبارة بنصها محفورة على قبر كارل ماركس في ألمانيا (بالألمانية: Proletarier aller Länder, vereinigt euch!)‏.

## راجع أيضا
- البيان الشيوعي
- صراع طبقي
- من كل حسب قدرته إلى كل حسب حاجته
- إلى كل حسب مساهمته
- من لا يعمل لا يأكل